# Klaineanthus gabonii
Klaineanthus gabonii är en törelväxtart som beskrevs av Jean Baptiste Louis Pierre. Klaineanthus gabonii ingår i släktet Klaineanthus och familjen törelväxter. Inga underarter finns listade i Catalogue of Life.